# Panzer Dragoon Orta
Panzer Dragoon Orta (яп. パンツァードラグーンオルタ Панца: Дорагу:н Орута) — компьютерная игра в жанре рельсовый шутер, выпущенная Sega в 2002 году в Японии и в 2003 году в США и Европе эксклюзивно для консоли Xbox. Является четвёртой и последней игрой в серии Panzer Dragoon. Игра была разработана компанией Smilebit, в которой работали сотрудники Team Andromeda, создавшие данную серию.
Игрок управляет девушкой по имени Орта, которая провела в плену всю свою жизнь, до того как её освободил таинственный дракон. На нём она отправляется в постапокалиптический мир, где ей приходится защищать себя от сил деспотической милитаристской империи, представители которой полагают, что Орта является предвестником их уничтожения.
Panzer Dragoon Orta совместима со всеми региональными версиями консоли Xbox 360. Однако в европейской версии игры наблюдается падение смены частоты кадров в конце третьего эпизода. Проблема была решена после выхода двух последующих обновлений для совместимости игр.
Игра была высоко оценена критиками.

## Игровой процесс

Дракон Орты способен наводить лазеры на несколько целей. На скриншоте атакуется первый босс игры

Игра Panzer Dragoon Orta выполнена в жанре рельсового шутера: игроки могут контролировать положение дракона на экране и летать по уровню; на короткое время дракона можно замедлить или ускорить (при ускорении дракон может быть использован как мощный таран). Атака выполняется нажатием кнопок на геймпаде, а курсор отвечает за прицел. Отпустив кнопку, дракон выстреливает в врагов лазером. Героиня Орта также использует автоматический пистолет, который можно использовать, нажав на кнопку атаки. На радаре в виде красных точек отмечены враги, находящиеся в непосредственной близости от дракона. Использование правых и левых триггеров даёт игроку возможность поворачивать дракона на 90 градусов влево или вправо. Таким образом, игрок может посмотреть вперед или назад. Датчик жизни (англ. Life Gauge) отображает здоровье дракона. Когда здоровье дракона достигает нуля процентов, игра заканчивается, а игроку придётся переигрывать весь эпизод. Если Дракон умирает во время эпизода с финальным боссом, игрок также получает возможность перезагрузить эпизод.
Дракон Орты может трансформироваться в три различные формы: «Base Wing» (рус. Базовое крыло, стандартный класс, не слабый и не сильный), «Heavy Wing» (рус. Тяжёлое крыло, наступательный класс с меньшей мобильностью), и «Glide Wing» (рус. Скользящее крыло, данный класс хорош для отражения снарядов). Каждая из этих форм может быть усовершенствована путём сбора «генетической базы» (англ. Gene bases). «Скользящее крыло» даёт дракону возможность выполнить «бочку», что достигается нажатием на стики геймпада вправо или влево два раза.
Датчик скольжения (англ. Glide Gauge) не позволяет дракону замедляться или ускоряться много раз, поскольку это уменьшает показатель датчика. Когда датчик пуст, дракон больше не может замедляться или ускоряться, а игрок должен ждать его медленного пополнения. При полном датчике «Glide Wing» может ускорить или замедлить дракона три раза, в то время как «Base Wing» может сделать это только два раза. «Heavy Wing» не может замедлить или ускорить животное, но может нанести большой урон благодаря своей мобильности.
Кроме датчика скольжения, каждый тип дракона также имеет различные датчики берсерков (англ. Berserk Gauge). Использование берсерков истощает размер датчика, но с течением времени он постепенно пополняется. Кроме того, нанеся большой ущерб врагам, дракон может стать неуязвимым на короткий период времени. В случае «Glide Wing» во время атаки также пополняется количество жизни игрока.
Во время битвы с боссами игрок может также расположить дракона впереди, сбоку или позади босса, используя ускорения или замедление. На экране радара отражены уязвимые и защищённые части тела босса, однако их положение может измениться. Игрок должен использовать эту информацию, чтобы атаковать босса и избежать его ударов.
В конце каждого эпизода игроку присваивается ранги: S, A, B, C и D. Самый высокий ранг — S, низкий — D. Эти ранги влияют на побочные миссии (включая все семь эпизодов из истории Айвы).

## Сюжет
Основная история Panzer Dragoon Orta происходит спустя несколько лет после событий Panzer Dragoon Saga. Сюжет разделён на десять эпизодов. Империя вновь достигает своего расцвета и использует технологии Древних для создания генно-инженерных драконов Драконмарс (англ. Dragonmares). Новые драконы быстро распространяют хаос и террор, разделяя народы и людей в Империи.
Главная героиня игры — молодая девушка по имени Орта, которая прожила всю свою жизнь в заключении в высокой башне, находящейся в горах около долины Уэлико (англ. Yelico). Искатели (англ. Seekers), люди которые там её держат, считают, что она является предвестником гибели мира. Однажды ночью войска Империи под руководством Драгонмарсов вторгаются в долину, уничтожая город и башню Орты. Однако прежде чем Драконмарсам удаётся причинить вред героине, появляется таинственный Дракон и уничтожает их. Испуганная и растерянная Орта быстро улетает на спине Дракона. Эврен, лидер армии и эскадрильи, следует за Ортой и окружает её, но героиню спасает Абадд (англ. Abadd). Прежде чем улететь, он загадочно намекает на важность Орты.
Орта просит Дракона последовать за ней. В её поисках помогает доброжелательный Мобо (англ. Mobo). Он ведёт Орту через долину реки и море пепла. В это время в посёлке Вормрайдерс (англ. Wormriders) строится гигантское парящее существо, названное Латум (англ. Lathum). Войска Империи атакуют Латума, и во время сражения Мобо оказывается сбит. В бою дракон Орты побеждает эскадру Эврена, но из-за взрыва его Драконмарса героиня с Драконом падают вниз.
Хотя Дракон оказывается тяжело ранен в результате взрыва, он всё ещё может двигаться. Глубокой ночью Дракон несет Орту через снежную землю, и вскоре у существа вновь восстанавливаются крылья. Летающий хищник Элс-Энора (англ. Els-Enora) нападает на пару и в целях самообороны Орта атакует его. Когда хищник улетает, Орта видит его детей и сожалеет о своих действиях, но вдруг появляется Абадд и убивает Элс-Энору и её детей лазером. Орта поражена бесчувственностью Абадда, но вынуждена следовать за ним, чтобы получить информацию о своём рождении.
Трио спускается в руины башни и обнаруживает древнюю информационную сеть под названием Сестрен (англ. Sestren). Глубоко внутри сети, Орта видит голограмму своей матери Азель из Panzer Dragoon Saga. Та упоминает, что Орта является дочерью дрона и человека, подразумевая, что её отцом является главный герой Panzer Dragoon Saga Эдж. После того, как голограмма заканчивается, внутри сети показывается Абадд. Узнав тайну Азель, он намеревается использовать тело Орты, чтобы жить вечно. Орте удаётся победить аватара Абадда и обнаружить, что он направляется к Колыбели (англ. Cradle), гигантскому артефакту Древних, подвешенному над Имперским городом. Орта приказывает Сестрен, переместить её как можно ближе к Колыбели.
После активации Колыбели, Орта и Дракон обнаруживают себя в имперском исследовательском заводе. После уничтожения различных экспериментов завод начинает рушиться. Пара сталкивается с новым императором, управляющим боевой машиной Барчуша (англ. Burchusha). В результате взрыва император погибает. Колыбель, которая была связана проводами, вырывается, уничтожив несколько имперских кораблей и натравив Драгонмарсов на императорский флот.
Борьба вспыхивает над имперской столицей. Команда Вормрайдерс во главе с Мобо нападает на остатки имперского флота, дав Орте возможность лететь к Колыбели. После победы с последним Драконмарсом разрушается внешняя оболочка базовой станции. Из Колыбели выходит металлический кокон, а из него слышится голос Абадда. Кокон превращается в бесстрашного дракона, которого после напряжённого боя побеждает Орта. Абадд и его драконы медленно исчезают. Тяжело раненый Дракон медленно приземляется на землю и умирает. Орта в слезах тихо обращается к нему, после чего идут титры.
В финальной сцене указывается, что война подошла к концу, а Дракон умер, но оставил наследника. Камера показывает на огромное и одинокое пастбище. Детёныш дракона сопровождает Орту. Они молча идут к горной цепи, держась на расстоянии друг от друга.

### Бонусная история
В игре Panzer Dragoon Orta имеется большое количество бонусов, которые открываются после определённых достижений в игре. Из Panzer Dragoon II Zwei вернулась функция «ящик Пандоры», где содержится подробная энциклопедия о серии игр, описание врагов, архив концепт-арта и дополнительные бонусные миссии, которые расширяют основную историю, а также статистика слежения и просмотры игровых роликов (в том числе видео из более ранних игр Panzer Dragoon), и даже полноценная портированная версия первой части Panzer Dragoon.
Все бонусы открываются после двадцати часов прохождения.

#### История Айвы

Айва читает письмо отца. История Айвы в основном накладывается на иллюстрации. В качестве музыкального сопровождения в некоторых сценах используются композиции из Panzer Dragoon Saga

Семь дополнительных эпизодов рассказывают о жизни молодого имперского мальчика по имени Айва Демилкол (англ. Iva Demilcol), отец которого погиб в битве с драконом Орты. Айва поражён необычной болезнью и должен каждый день принимать таблетки, чтобы выжить. Он стремится узнать о мире больше, прежде чем все его таблетки закончатся. Хотя ему удалось найти несколько друзей в военной академии государства Империя, их вскоре убивает дракон Орты. Айве удаётся спастись с помощью группы Искателей. Позже Айва узнает, что его отец был связан с Драконмарсами. Эта информация возмущает героя и в то же время шокирует его.
Когда речь заходит о вооружении Древних, один из участников группы упоминает про великое оружие, спрятанное в близлежащих руинах, и тот, кто воспользуется им, сам будет уничтожен вместе со всем. Другой искатель получает слова Дракона, и немедленно Айва отправляется к нему. Он не может поймать Дракона и возвращается обратно в логово, где падает на землю. Врач даёт ему таблетку, сказав, что она последняя. Искатель по имени Эмиль (англ. Emil) замечает своеобразный амулет, который носит на шее главный герой, и считает, что там есть письмо. Открыв его, Айва действительно находит письмо от своего отца, в котором тот сообщает о своей смерти.
Отец Айвы говорит ему, что он носит в своем теле вирус, когда пил отравленную воду в младенчестве. Айва выжил, когда его отец сделал средство из внутренних жидкостей биоинженерных существ. Медицина остановила распространение вируса, но он не смог вылечиться от болезни полностью, так как вирус адаптировался к организму. Отец героя сделал лекарство, взяв некоторые пробы от высших существ, что заставило его присоединиться к людям, создавшим Драконмарсов. Он признает, то, что он делал, было не в его планах, но говорит сыну, что он продолжал работать в медицине ради него. Он говорит ему, что никогда не сдавался, верил в сына, и просит простить его.
Место, где находилась группа Искателей, было внезапно атаковано Драконмарсами. Айва клянётся уничтожить их всех, отомстив им за отца. Герой находит старинное оружие, напоминающее большой барабан, и активирует его. Появляется гигантский луч света и распугивает существ. Айва удивлён, что он до сих пор ещё жив. Устройство не было оружием массового поражения, но вместо этого звуковой генератор предназначался для отражения биоинженерных существ. Луч света создаёт большое количество цветов в небе, заставляя многих солдат Империи и Искателей отложить оружие.
Спасённый командой, Айва тихо сидит с Эмилем под веткой большого дерева. Он признаёт, что люди с пренебрежением относятся к природе и склонны к борьбе, что приводит к многочисленным убийствам. Герой предполагает, что они всё ещё в состоянии сделать что-то красивое. Зная, что он может никогда не проснётся, Айва тихо зовёт отца перед сном и выражает свою благодарность за возможность узнать о людях и подружиться с ними.

## Саундтрек
Саундтрек игры был написан композиторами Саори Кобаяси и Ютака Минобэ. Окончательную тему игры «Anu Orta Veniya» сочинил Хаято Мацуо, а исполнила вокалистка Эри Ито. Кобаяси, Мацуо и Ито ранее работали на созданием музыки в Panzer Dragoon Saga.
В Японии покупатели, заранее заказавшие игру, вместе с ней получали компакт-диск Panzer Dragoon Orta: Die Panzer Dragoons Chronik, в который входили мегамиксы, составленные из мелодий Panzer Dragoon, Panzer Dragoon II Zwei, Panzer Dragoon Saga и Panzer Dragoon Orta. 21 декабря 2002 года в Японии был выпущен саундтрек игры под названием Panzer Dragoon Orta Original Soundtrack (яп. パンツァードラグーン オルタ オリジナルサウンドトラック Панца: Дорагу:н Орута Оридзинару Саундоторакку), включающий в себя 18 треков. Распространением альбома занимался лейбл Marvelous Entertainment. Американский саундтрек под названием Panzer Dragoon Orta Official Soundtrack был выпущен 21 января 2003 года лейблом Tokyopop Soundtrax. Кроме композиций присутствующих в японском альбоме, в него вошли три бонус-трека из предыдущих игр серии: Panzer Dragoon, Panzer Dragoon II Zwei и Panzer Dragoon Saga.
| №                   | Название                                    | Музыка                                                      | Длительность |
| ------------------- | ------------------------------------------- | ----------------------------------------------------------- | ------------ |
| 1.                  | «„Panzer Dragoon“ Music Trailer»            | Ёситака Адзума                                              | 4:02         |
| 2.                  | «„Panzer Dragoon Zwei“ Music Trailer»       | Яёи Вати, Тэрухико Накагава, Дзюнко Сирацу, Томонори Савада | 4:02         |
| 3.                  | «„Azel -Panzer Dragoon RPG-“ Music Trailer» | Саори Кобаяси, Марико Намба                                 | 4:12         |
| 4.                  | «„Panzer Dragoon Orta“ Music Trailer»       | Саори Кобаяси, Ютака Минобэ                                 | 4:08         |
| Общая длительность: | Общая длительность:                         | Общая длительность:                                         | 16:24        |

| №                   | Название                         | Текст песни         | Музыка              | Исполнитель         | Длительность |
| ------------------- | -------------------------------- | ------------------- | ------------------- | ------------------- | ------------ |
| 1.                  | «Fall of the Ancient World»      |                     | Ютака Минобэ        |                     | 1:20         |
| 2.                  | «Dragonmares»                    |                     | Саори Кобаяси       |                     | 1:24         |
| 3.                  | «City in the Storm»              |                     | Саори Кобаяси       |                     | 3:22         |
| 4.                  | «Altered Genos»                  |                     | Саори Кобаяси       |                     | 3:36         |
| 5.                  | «The Fallen Ground»              |                     | Ютака Минобэ        |                     | 5:03         |
| 6.                  | «Ancient Weapon 1»               |                     | Ютака Минобэ        |                     | 2:08         |
| 7.                  | «Worm Riders»                    |                     | Ютака Минобэ        |                     | 0:51         |
| 8.                  | «Gigantic Fleet»                 |                     | Саори Кобаяси       |                     | 3:14         |
| 9.                  | «Pain»                           |                     | Саори Кобаяси       |                     | 1:20         |
| 10.                 | «Eternal Glacies»                |                     | Саори Кобаяси       |                     | 3:57         |
| 11.                 | «Ancient Weapon 2»               |                     | Саори Кобаяси       |                     | 3:13         |
| 12.                 | «Legacy»                         |                     | Саори Кобаяси       |                     | 3:44         |
| 13.                 | «Forbidden Memories»             |                     | Саори Кобаяси       |                     | 3:22         |
| 14.                 | «Imperial City»                  |                     | Саори Кобаяси       |                     | 4:52         |
| 15.                 | «The End of Destiny»             |                     | Саори Кобаяси       |                     | 3:32         |
| 16.                 | «Anu Orta Veniya»                | Сигэру Курихара     | Саори Кобаяси       | Эри Ито             | 5:31         |
| 17.                 | «Iva»                            |                     | Саори Кобаяси       |                     | 1:20         |
| 18.                 | «Anu Orta Veniya (Instrumental)» |                     | Саори Кобаяси       |                     | 5:27         |
| Общая длительность: | Общая длительность:              | Общая длительность: | Общая длительность: | Общая длительность: | 57:15        |

| №                   | Название                                                  | Текст песни           | Музыка                      | Исполнитель         | Длительность |
| ------------------- | --------------------------------------------------------- | --------------------- | --------------------------- | ------------------- | ------------ |
| 1.                  | «Fall of the Ancient World»                               |                       | Ютака Минобэ                |                     | 1:21         |
| 2.                  | «Dragonmares»                                             |                       | Саори Кобаяси               |                     | 1:25         |
| 3.                  | «City in the Storm»                                       |                       | Саори Кобаяси               |                     | 3:23         |
| 4.                  | «Altered Genos»                                           |                       | Саори Кобаяси               |                     | 3:37         |
| 5.                  | «The Fallen Ground»                                       |                       | Ютака Минобэ                |                     | 5:04         |
| 6.                  | «Ancient Weapon 1»                                        |                       | Ютака Минобэ                |                     | 2:09         |
| 7.                  | «Worm Riders»                                             |                       | Ютака Минобэ                |                     | 0:52         |
| 8.                  | «Gigantic Fleet»                                          |                       | Саори Кобаяси               |                     | 3:15         |
| 9.                  | «Pain»                                                    |                       | Саори Кобаяси               |                     | 1:21         |
| 10.                 | «Eternal Glacies»                                         |                       | Саори Кобаяси               |                     | 3:58         |
| 11.                 | «Ancient Weapon 2»                                        |                       | Саори Кобаяси               |                     | 3:14         |
| 12.                 | «Legacy»                                                  |                       | Саори Кобаяси               |                     | 3:45         |
| 13.                 | «Forbidden Memories»                                      |                       | Саори Кобаяси               |                     | 3:23         |
| 14.                 | «Imperial City»                                           |                       | Саори Кобаяси               |                     | 4:53         |
| 15.                 | «The End of Destiny»                                      |                       | Саори Кобаяси               |                     | 3:32         |
| 16.                 | «Anu Orta Veniya»                                         | Эри Ито               | Саори Кобаяси               |                     | 5:32         |
| 17.                 | «Iva»                                                     |                       | Саори Кобаяси               |                     | 1:21         |
| 18.                 | «Anu Orta Veniya (Instrumental)»                          |                       | Саори Кобаяси               |                     | 5:28         |
| 19.                 | «Main Title (из Panzer Dragoon)»                          |                       | Ёситака Азума               | Эри Ито             | 5:12         |
| 20.                 | «Lagi And Lundi (Theme Of Zwei) (из Panzer Dragoon Zwei)» |                       | Яёй Ваити                   |                     | 5:04         |
| 21.                 | «Sona Mi Areru Ec Sancitu (из Panzer Dragoon Saga)»       | Эри Ито, Сиро Маэкава | Саори Кобаяси, Марико Намба | Эри Ито             | 4:11         |
| Общая длительность: | Общая длительность:                                       | Общая длительность:   | Общая длительность:         | Общая длительность: | 71:57        |

## Особое издание
В честь выхода игры в Японии было выпущено специальное издание, содержащее консоль Xbox и игру Panzer Dragoon Orta. Всего было выпущено 999 копий.

## Оценки и мнения
| Сводный рейтинг       | Сводный рейтинг |
| Агрегатор             | Оценка          |
| --------------------- | --------------- |
| GameRankings          | 90,36 %         |
| Metacritic            | 90/100          |
| MobyRank              | 88/100          |
| Иноязычные издания    |                 |
| Издание               | Оценка          |
| 1UP.com               | A               |
| AllGame               | [ 9 ]           |
| CVG                   | 8,0/10          |
| EGM                   | 8,83/10         |
| Eurogamer             | 8/10            |
| Famitsu               | 35/40           |
| Game Informer         | 8,25/10         |
| GamePro               | 4,5/5           |
| GameRevolution        | A-              |
| GameSpot              | 9,0/10          |
| GameSpy               | [ 16 ]          |
| IGN                   | 9,2/10          |
| OXM                   | 9,3/10          |
| PALGN                 | 7,5/10          |
| Play (UK)             | 5/5             |
| TeamXbox              | 9/10            |
| The Adrenaline Vault  | [ 21 ]          |
| WorthPlaying          | 9,4/10          |
| XboxAddict            | 90 %            |
| Русскоязычные издания |                 |
| Издание               | Оценка          |
| «Страна игр»          | 8,5/10          |

Panzer Dragoon Orta была положительно принята критиками, её оценка на сайтах GameRankings и Metacritic составила 90 %. Рецензент GameSpot назвал игру «одним из лучших традиционных шутеров из уже существующих», а обозреватель IGN назвал Panzer Dragoon Orta мощным соединением ясного сюжета, потрясающей графики и отличного звука, объявив его «лучшим рельсовым шутером всех времён». Японский журнал Famitsu оценил данную игру в 35 баллов из 40 возможных. Журнал «Страна игр» посоветовал фанатам Xbox купить данную игру.
Но в то же время большинство сайтов и фанатов критиковали игру за короткий режим одиночного прохождения и высокий уровень сложности даже на самых простых настройках. Критик из 1UP.com в своём обзоре заявил, что «если игроки смогут убить драконов на нормальном уровне сложности, то могут считать себя истинными геймерами».
IGN включил игру в списки «25 лучших игр для Xbox всех времён» и «11 игр, которые заслуживают широкоформатных ремейков».